# Siergiej Trubieckoj
Siergiej Pietrowicz Trubieckoj (ros. Серге́й Петро́вич Трубецко́й, ur. 9 sierpnia?/20 sierpnia 1790 w Moskwie, zm. 10 listopada?/22 listopada 1860 tamże) – rosyjski książę, wojskowy, uczestnik powstania  dekabrystów. 

## Życiorys
Pochodził z rodu książęcego Trubieckich. Brał udział w wojnach z Napoleonem: w obronie Rosji w 1812 i w walkach w latach 1813–1815. Awansowany na stopień pułkownika. Po wojnie wstąpił do tajnego związku dekabrystów, organizacji mającej na celu wprowadzenie republikańskich reform w Rosji. Związał się z jego umiarkowanym skrzydłem tzw. Związkiem Północnym planującym reformy w ramach caratu. 26 grudnia 1825 r. dekabryści doprowadzili do wybuchu powstania skierowanego przeciw kandydaturze Mikołaja I, a popierającego kandydaturę wielkiego księcia Konstantego na cara. Na przywódcę wybrano Trubieckoja, ale nie przyłączył się on do wojsk powstańczych zgromadzonych na placu Senackim w Petersburgu. Po klęsce powstania został pozbawiony tytułu i skazany na śmierć, ale car Mikołaj I zamienił wyrok na dożywotnią katorgę na Syberii, a potem, w 1839 r., na zesłanie, najpierw  w wiosce w pobliżu Irkucka, a od 1845 w samym Irkucku. Wraz z mężem na Sybir dobrowolnie pojechała jego żona. Po śmierci cesarza Mikołaja I Trubieckoj otrzymał zgodę na powrót do europejskiej części Rosji i powrócił tam w roku 1856. 
W drewnianym domu, który wiązany jest z pobytem jego rodziny w Irkucku znajduje się obecnie Muzeum Dekabrystów.